# Richard Stieve
Richard Franz August Stieve (* 19. Februar 1838 in Recklinghausen; † 21. Juni 1919 in Zabern) war ein deutscher Jurist und Autor. Bekannt wurde er als elsässischer Heimatforscher und Gründer des Vogesen-Clubs. 1897 ernannte dieser Verein seinen „Vogesenvater“ zum Ehrenpräsidenten.

## Leben
Richard Stieve wurde als Sohn des katholischen Gymnasialdirektors und späteren Oberregierungsrats im Berliner Kultusministerium, Friedrich Anton Stieve (1804–1879), und dessen Ehefrau Philippine, geborene Hammer, in Recklinghausen geboren. Sein jüngerer Bruder war der spätere Historiker Felix Stieve.
Nach dem Gymnasium studierte Richard Stieve Jura an den Universitäten München (1856), Heidelberg (1857–1858) und in Breslau. Zunächst als Assessor am Landgericht Trier tätig, wirkte er dann als Hilfsrichter an verschiedenen Gerichten in Berlin. In dieser Zeit spezialisierte er sich durch das Studium des französischen Zivilgesetzbuches. 1869 kam er in Küstrin (Provinz Brandenburg) auf eine Stelle als ordentlicher Richter, bevor er nach seiner Vermählung (28. Oktober 1870 in Berlin) mit der Offizierstochter Melanie Rohne († 1901) im Jahr 1871 auf eigenen Wunsch als Landrichter nach Zabern in das Reichsland Elsaß-Lothringen versetzt wurde. Zwischen 1871 und 1880 wurden seine fünf Kinder geboren. In Zabern erwarb er 1877 ein Gebäude mit einer kleinen Landwirtschaft. 1881 trat er aus dem Richteramt im elsass-lothringischen Staatsdienst zurück und wirkte fortan als Rechtsanwalt. Im „Bürgerholzprozess“ vertrat er Einwohner von Dagsburg und Alberschweiler gegen die Verwaltung. Ab 1892 verschlechterte sich seine materielle Lage rapide.
Im Oktober 1872 rief er in der Presse zur Gründung des Vogesen-Clubs auf, begleitet von einem Satzungsentwurf. Sein anfängliches, bald fallen gelassenes Hauptanliegen, das Elsass zu „germanisieren“, verbarg er hinter dem Ziel der Tourismusförderung. Am 15. Dezember 1872 konstituierte sich der Verein aus Delegierten von einem Dutzend Sektionen. Eine Generalversammlung im folgenden Jahr in Straßburg wählte ihn zum Präsidenten. Der Club profitierte von der Mitgliedschaft in der Société alsato-vosgienne, die 1868 in Colmar von dem Archäologen Charles Frédéric Faude (1826–1893) nach dem Vorbild des Schwarzwaldvereins gegründet worden war. Stieve blieb zeitlebens eine treibende Kraft seiner Vereinigung, die Wanderungen organisierte, touristische Infrastrukturen anregte und heimatkundliche Veröffentlichungen förderte.
Als ultramontaner Katholik engagierte sich Strieve im Kulturkampf gegen Otto von Bismarck. Er trat außerdem dafür ein, das Reichsland Elsaß-Lothringen zu einem erblichen elsässischen Herzogtum umzuwandeln. Auf lokaler, regionaler und nationaler Ebene kandidierte er für politische Mandate, erhielt dabei jedoch nur zwischen ein und fünf Prozent der Stimmen. Im Jahr 1896 mischte er sich lebhaft in eine Kontroverse ein, die durch die Veröffentlichung einer Neuauflage eines Katechismus ausgelöst worden war. Zu einem örtlichen Streit um ein Passionsspiel publizierte er unter dem Pseudonym Anti-Gustav-Adolf eine Broschüre mit dem Titel Der „gekreuzigte Knabe“ von Alberschweiler. Im Jahr 1902, während des 49. Deutschen Katholikentages in Mannheim und anschließend auf einer Generalversammlung in Straßburg, setzte er sich entschieden gegen die Mitgliedschaft gewählter Volksvertreter aus Elsass-Lothringen in der Deutschen Zentrumspartei ein. In der Zabern-Affäre wandte sich Stieve an Oberst Friedrich Ernst von Reuter, um die Haltung der „Altdeutschen“ im Elsass (der aus dem alten Reichsgebiet ins Elsass eingewanderten Personen) zu kritisieren, denen es allzu oft an Verständnis für die angestammte Bevölkerung mangele. In Zabern versuchte er einen „Wackeskongress“ zu organisieren, was die Behörden durch Druck auf die Theaterbesitzer verhindern konnten. Während des Ersten Weltkrieges engagierte sich Stieve für eine Friedenslösung. Er reiste in die Schweiz, um eine pazifistische Schrift mit dem Titel Quousque tandem zu veröffentlichen und einer internationalen Konferenz, die im Dezember 1915 in Bern stattfinden sollte, Vorschläge vorzulegen. Diese Bemühungen blieben erfolglos. Auf Befehl Berlins wurden ihm jegliche Aktivitäten für den Frieden und Reisen außerhalb des Reichsgebiets verboten.

## Veröffentlichungen
- Vogesen-Führer durch Elsass-Lothringen. 1873.
- Zum künftigen deutschen Strafprozeß. Schöffen in Elsaß-Lothringen? Ein juristisches Gutachten auf historischer Grundlage. 1876.
- Der Dagsburger Schloßfelsen. 1891.
- Die Grafschaft Ober-Salm in den Vogesen. In: Jahrbuch für Geschichte, Sprache und Litteratur Elsass-Lothringens, 1895.
- Wilhelmina. Entwurf eines Bürgerlichen Gesetzbuchs [BGB] für das Deutsche Reich. 1896.
- Anti-Gustav-Adolf (Pseudonym): Der „gekreuzigte Knabe“ von Alberschweiler. Eine segensreiche Geschichte aus den deutschen Vogesen. 1898.
- Gallikanismus in Elsaß-Lothringen. In: Archiv für Kirchenrecht, 1899.
- Zabern im Elsaß oder Elsaß-Zabern. Geschichte der Stadt seit Julius Caesar bis zu Bismarcks Tod. 1900.
- Die Hohkönigsburg. Eine historische Skizze. 1901.
- Dagsburg. Germanistische Studien im Elsass. 1903.
- Dagobert Sigismus Reichsgraf von Wurmser, kaiserlicher Feldmarschall (Marschall „Vorwärts“) geb. zu Strassburg, 7. Mai 1724, gest. zu Wien, 21. August 1797. Ein Elsässer Lebens- und Charakterbild aus dem 18. Jahrhundert. In: Jahrbuch für Geschichte, Sprache und Literatur Elsass-Lothringens, 1903.
- Geschichte der Vogesen-Grafschaft Salm, der Stadt Schirmeck und der Herrschaft Zum Stein (Bar-de-la-Roche). 1908.